# Safiétou Goudiaby
Safiétou Goudiaby (ur. 2 września 1989) – senegalska zapaśniczka walcząca w stylu wolnym. Wicemistrzyni igrzysk afrykańskich w 2015, trzecia w 2023 i szósta w 2019. Czterokrotna medalistka mistrzostw Afryki w latach 2013 - 2018. Wicemistrzyni igrzysk frankofońskich w 2017 roku.